# レジー・ロック・バイスウッド
レジー・ロック・バイスウッド（Reggie Rock Bythewood、1965年7月7日 - ）は、アメリカ合衆国の映画監督。

## 作品
- ノトーリアスＢ.Ｉ.Ｇ.
- バイカーボーイズ
- TVショウ/夢と野望の間で
- ゲット・オン・ザ・バス
- ザ・ビート/青春の鼓動
- エクスタミネーター2
- ブラザー・フロム・アナザー・プラネット
- レイプ・キラー/3人の暴行魔